# José Guerra García

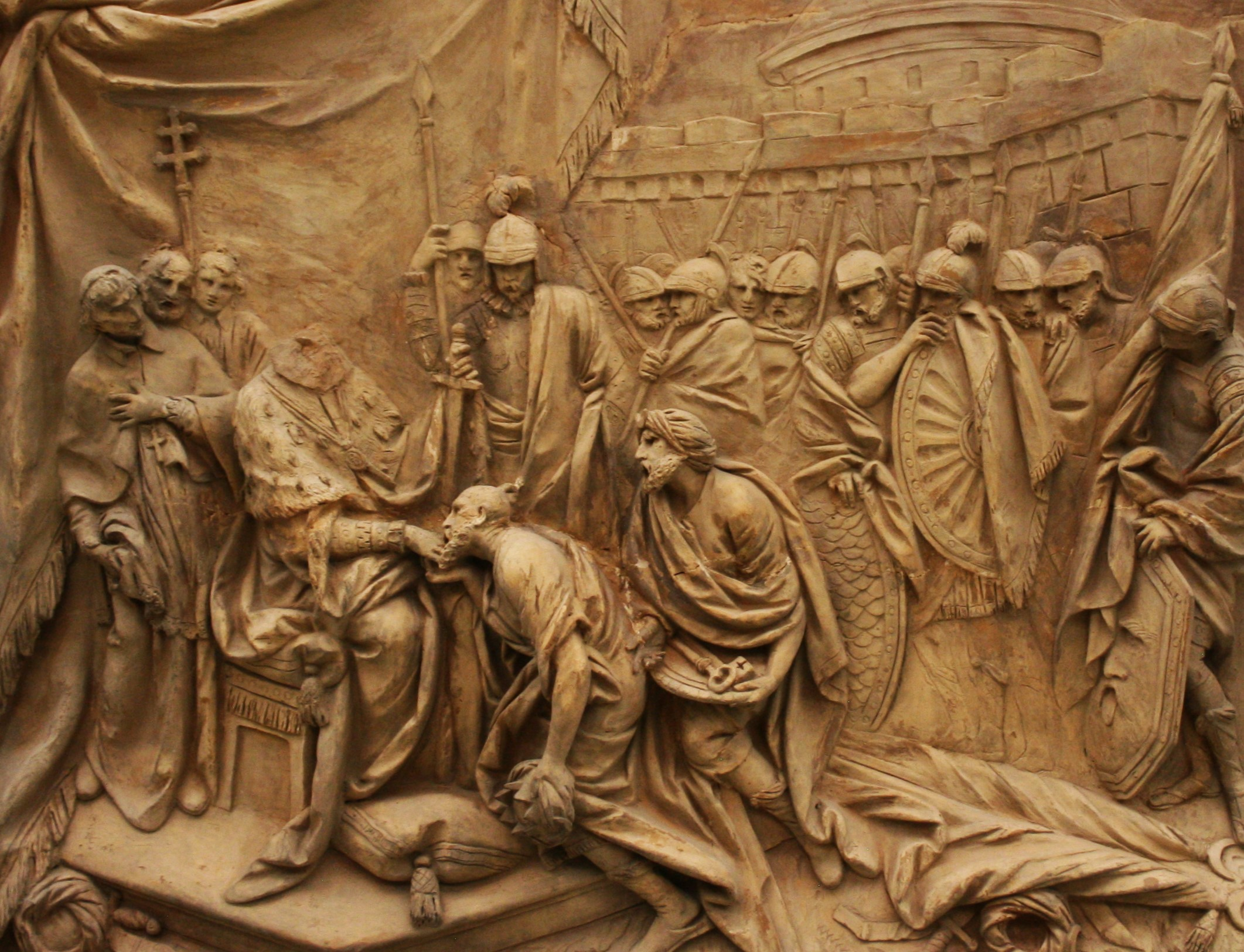
José Guerra García, Muhámad ibn Nasr ante Fernando III en el cerco de Jaén. Relieve en barro cocido presentado a los premios de la academia de 1778, primer premio de segunda clase. Madrid, Real Academia de Bellas Artes de San Fernando

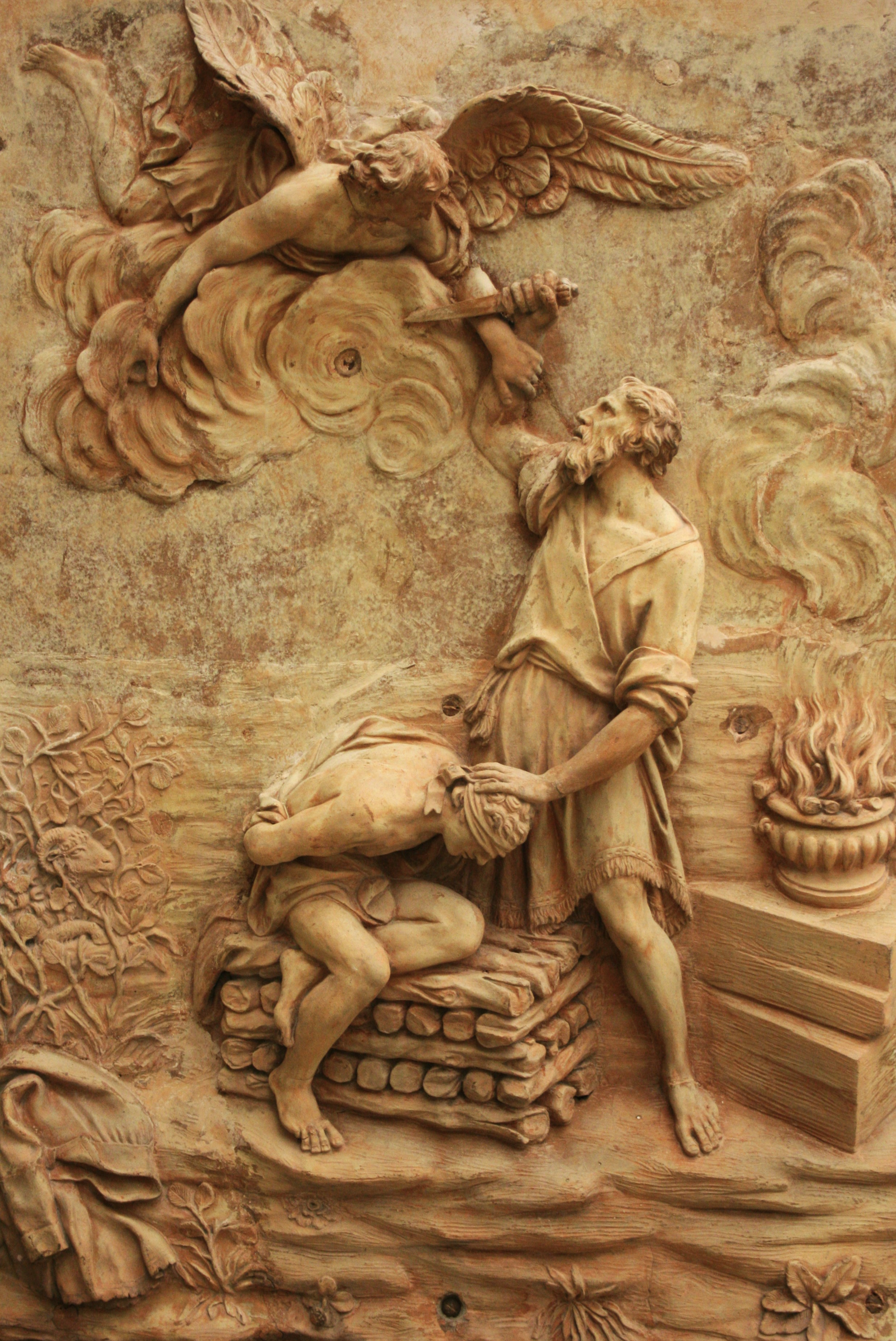
José Guerra García, Sacrificio de Isaac, relieve en barro cocido presentado por el autor para su admisión como académico de mérito, 1803. Madrid, Real Academia de Bellas Artes de San Fernando

José Guerra García (San Vicente de Arévalo, Ávila, 1755-Madrid, 1822) fue un escultor neoclásico español.
Sobrino de Francisco Gutiérrez, fue su discípulo en la Real Academia de Bellas Artes de San Fernando desde 1772. En 1778 obtuvo el primer premio de segunda clase compartido con Pedro Estrada por un relieve con el tema de la toma de Jaén por el rey Fernando III conforme establecían las bases del concurso, que proponían como asunto a tratar por los aspirantes en la prueba de pensado: «El Santo rey D. Fernando, que estando en el cerco de Jaén admite a besar su mano al Rey Moro de Granada, quien se declara su feudatario y le entrega la Ciudad».
Pensionado en Roma de 1779 a 1785, envió desde allí a la Academia, como muestra de sus progresos, entre otras obras, un San Francisco de Paula con su acompañamiento de ángeles (1782), copia en barro de la escultura de Giovanni Battista Maini para la Basílica de San Pedro, un relieve con Cristo muerto elevado por ángeles, Santiago el Menor, copia del que hizo Angelo Rossi para la Basílica de San Juan de Letrán, y una copia en yeso del grupo helenístico de Amor y Psiquis (1783). Lo último que envió desde Roma fue un relieve con el tema de Cristo dando la vista a un ciego, por invención propia, del que Serrano Fatigati comentaba que «malo o bueno, se puede apreciar en él marcado progreso respecto al que presentó para el concurso de 1778, demostrando que no desaprovechó su estancia en Roma».
De vuelta en España, el ayuntamiento de Madrid le confió en 1785 completar asociado con Pablo de la Cerda y José Rodríguez Díaz la inacabada fuente de Neptuno de Juan Pascual de Mena, a la que faltaban los delfines, el carro en forma de concha y el agua. Según una relación manuscrita probablemente preparada para solicitar algún beneficio, realizó, en fecha indeterminada, otra fuente de Neptuno para los jardines de los condes de Oñate y escudos de armas para la Casa de los Cinco Gremios en la calle de Atocha. En las adiciones manuscritas al Diccionario de Ceán Bermúdez, fechadas en 1800, se le atribuyen el San Eugenio del retablo mayor de la parroquia de San Ginés, desaparecido en el incendio que en 1824 acabó con la cabecera del templo, una talla de pequeñas dimensiones de Nuestra Señora de la Paz en una capilla del demolido convento de capuchinos de la Paciencia y un crucifijo en el panteón de las también desaparecidas Escuelas Pías de San Fernando, «[que] manifiestan el mérito y habilidad de este profesor».
Honrado con el título de académico supernumerario en 1786, el siguiente paso, el de su admisión como académico de mérito, se hizo esperar pues solo lo obtuvo en 1803 tras dirigir a la Academia de San Fernando un memorial quejándose de la injusticia que se le hacía, en el que recordaba entre sus méritos los premios recibidos tanto de la academia madrileña como de la romana del desnudo de San Luca, en la que había obtenido el primer premio de escultura en 1783. Un relieve en barro con el Sacrificio de Isaac podría ser la pieza presentada por Guerra para obtener el nombramiento. En 1814 fue nombrado teniente director de escultura de la Academia de San Fernando y solicitó la plaza de escultor de cámara vacante por muerte de Pedro Michel, plaza que acabó siendo otorgada a Juan Adán. Culminó su carrera con el nombramiento de ayudante del primer escultor de cámara en 1816 y, en 1817, el de teniente director del estudio de la calle de Fuencarral, dependiente de la Academia, en el que eran admitidas alumnas.